# Was ist los im Zirkus Beely?
Was ist los im Zirkus Beely? ist ein deutscher Zirkus- und Kriminalfilm von und mit Harry Piel aus dem Jahre 1927.

## Handlung
Harry Peel wird bei einer Abendgesellschaft von seinem alten Freund Robert Jackson angerufen. Dieser ist vor kurzem erst aus Lima heimgekehrt. Jackson berichtet ihm, dass er seine Tochter Rose, die seit ihrer Kindheit erblindet ist, in ärztliche Behandlung bringen will, in der Hoffnung auf Heilung. Inmitten des Telefonats bricht das Gespräch ab, so als sei Jackson vom Telefonhörer weggerissen worden. Der mysteriöse Anruf erfolgte aus dem Zirkus Beely, und Harry eilt sofort dorthin, um nach seinem Freund zu suchen. Doch man scheint ihn dort schon erwartet zu haben. Plötzlich stellt sich ein riesiger Tiger Harry in den Weg. Nachdem er diesen überwältigt hat, dringt Harry in den Zirkuskeller vor, wo er den leblosen Jackson findet. Als letzte Botschaft findet er Worte Jacksons an die Wand gekritzelt: Robert wollte, dass sich Harry in Zukunft um seine Tochter kümmern möge. Außerdem bittet der tote Freund Harry, nach einem im Zirkus versteckten, wichtigen Dokument zu suchen.
Anita de Moran, eine Zirkustänzerin, hat Peel bei seinem heimlichen Tun beobachtet und daraufhin die Polizei verständigt. Die rauscht just in dem Moment an, als Harry mit dem toten Freund auf den Armen das Zirkusgelände verlassen will. Polizeikommissar Bull will daraufhin den mutmaßlichen Mörder Peel verhaften, doch dieser entzieht sich rasch dem polizeilichen Zugriff. Harry will nun auf eigene Faust nach dem Mörder fahnden. Wenig später taucht auch Rose Jackson, geführt von ihrem alten Diener, im Zirkus auf, weil sie ebenfalls nach ihrem Vater sucht. Sie weiß noch nicht, dass er bereits verstorben ist. Dort gerät sie jedoch in größte Gefahr, aus der Harry Peel sie befreien muss. Er bringt sie in Sicherheit, in das von Jackson ausgesuchte, auf Augenkrankheiten spezialisierte Sanatorium.
Jacksons Notar teilt Harry wenig später mit, dass es sich bei jenem ominösen Dokument um einen Kreditbrief handelt. Wenn dieser in falsche Hände gerate, würde der neue Besitzer an das gesamte Jackson-Vermögen herankommen. Peel vermutet nicht zu Unrecht die Lösung des verzwickten Falles im Zirkus Beely, in dem es ganz offensichtlich nicht mit rechten Dingen zugeht. Um unauffällig Nachforschungen betreiben zu können, schmuggelt er sich dort als Artist ein. Sein wichtigster Gegenspieler ist ein unheimlicher Mann mit einer Maske, den er aufzuspüren versucht. Bei einem Zweikampf wird Peel von einem Handlanger des maskierten Schurken niedergeschlagen und verschwindet in der Versenkung unterhalb der Zirkusmanege. Doch Tausendsassa Harry kann sich wenig später wieder befreien und reißt im Endkampf dem Verbrecher die Maske vom Gesicht: es ist Allan Kean, der Geschäftsführer des Zirkusunternehmens. Er und sein Komplize werden der Polizei übergeben und das wichtige Dokument aufgespürt. Zum guten Ende kann Rose dank einer Operation bald auch wieder sehen.

## Produktionsnotizen
Der im Oktober und November 1926 gedrehte, zehnaktige Film besaß eine ungewöhnlich umfangreiche Länge von 3549 Metern. Er passierte die Zensurprüfung am 10. Dezember 1926 und wurde am 14. Januar 1927 in Berlins Alhambra uraufgeführt. Gedreht wurde u. a. im Circus Renz in Wien.
Was ist los im Zirkus Beely? wurde als Piels 75. Film beworben. Autor Max Bauer hatte zuvor schon das Drehbuch zu Die Geheimnisse des Zirkus Barré (1920) gemeinsam mit Harry Piel verfasst, das neue Zirkusabenteuer war sein 15. und letztes Drehbuch zu einem Piel-Film. Piel setzte hier als inszenatorischem Höhepunkt erstmals eine in seinen Filmen so beliebte Raufnummer mit einem Tiger ein. Diese schon ein wenig betagte und von einem bei den Dreharbeiten stets anwesenden rfilTrainer an Menschen gewöhnte Großkatze besaß eine Länge von zweieinhalb Metern, hieß Bylard, wog etwa 273 Kilogramm und kam aus dem Leipziger Zoo. Eine weitere beeindruckende Szene ist das gemeinsame Frühstück Piels mit seinem tierischen Filmpartner: Beide sitzen gemeinsam am Tisch des Zirkusrestaurants, und Piel füttert seinen Kumpel mit Brötchen und hartgekochten Eiern. Anschließend erhält Piel dafür einen ganz speziellen Tigerkuss.
Bereits zehn Jahre zuvor hatte Piel für die von ihm bediente Filmgattung gefährliche Großkatzen als Filmhöhepunkt entdeckt und erstmals eingesetzt: Von Hagenbecks Tierpark ließ er 1916 zwei mehr oder weniger ausgehungerte Löwen nach Berlin schaffen, um sie als „wilde Bestien“ in seinen Sensationsfilm Unter heißer Zone zu „vermarkten“. Auch in Der Reiter ohne Kopf war die Rauferei mit einem Löwen im Zirkus einer der Sensationshöhepunkte.
In wechselnden Unternehmen führte Produzent Heinrich Nebenzahl die Zusammenarbeit mit Harry Piel von 1918 bis 1927 fort; er gab Piel bei der Erstellung seines Zirkusfilms weitgehend freie Hand und darüber hinaus ein Budget von 200.000 Reichsmark.
Die Filmbauten zu Was ist los im Zirkus Beely? entwarf Ernst Lubitschs langjähriger Filmarchitekt Kurt Richter, Walter Zeiske war einer von zwei Aufnahmeleitern.
In Österreich lief der Film unter dem Titel Die große Zirkusattraktion. Am 24. September 2004 erlebte der Streifen seine Fernseherstausstrahlung auf ARTE.

## Rezeption
Dieser Film besaß alle Ingredienzien einer typischen Harry-Piel-Inszenierung. Oskar Kalbus schrieb über das Erfolgsrezept des Schauspielers, Regisseur und Produzenten: Harry Piel, der „europäische Douglas Fairbanks“, befreit vor allen Dingen seine Sensationen von allem Krampfhaften und läßt sie stets als Inhalt und Höhepunkt einer spannenden Handlung erscheinen. Von einem Piel-Film verlangt der Zuschauer die bildgewordene Abenteuergeschichte, die sich auch in seiner eigenen Umgebung ereignen könnte und deren äußere Verlauf er mit der Erfahrung seines eigenen Gehirns mitkontrollieren kann.
Das Filmmuseum München schreibt: „Ein Kriminalfilm aus dem Zirkusmilieu, in dem Regisseur Piel die gefährlichsten Situationen meistern muss und sich in geheimen Gängen, Fallen und Verliesen mit Raubtieren und Giftschlangen konfrontiert sieht. Die Handlung ist kompliziert, bleibt aber immer spannend und vergnüglich. Die ungewöhnliche Rasanz des Geschehens ist wahrscheinlich der Tatsache geschuldet, dass der Film sich nur in einer für den Export bestimmten Kurzfassung erhalten hat, in der unnötige Längen und Nebenwege der Handlung konsequent entfernt wurden.“
Das Lexikon des internationalen Films schreibt: „Kriminal-Stummfilm im Zirkusmilieu, zugeschnitten auf den einst populären Star Harry Piel, der im Rausch der Geschwindigkeit, Verfolgungsjagden und Abenteuer keinen Stillstand kannte. Die Wiederentdeckung und Restaurierung des Films erweisen sich als Glückfall: hervorragend die Kameraarbeit, der ökonomische Schnitt sowie die Neuvertonung, die nuanciert Akzente setzt. So verdichtet sich der höchst unterhaltsame Film zum Porträt einer Zeit der vermeintlichen Unbekümmertheit und Nonchalance.“
Der Onlineauftritt von Cinema schreibt: „Unter wilden Tieren und dunklen Gestalten riskiert er Kopf und Kragen, als im Zirkus ein Freund ermordet wird… Kintopp-Schmankerl in viragierter (gefärbter), restaurierter Fassung.“